# Рейнгем-Сентер (Массачусетс)
Рейнгем-Сентер (англ. Raynham Center) — переписна місцевість (CDP) в США, в окрузі Бристоль штату Массачусетс. Населення — 4365 осіб (2020).

## Географія
Рейнгем-Сентер розташований за координатами 41°55′50″ пн. ш. 71°2′42″ зх. д. / 41.93056° пн. ш. 71.04500° зх. д. (41.930646, -71.045128).  За даними Бюро перепису населення США в 2010 році переписна місцевість мала площу 11,29 км², з яких 10,96 км² — суходіл та 0,33 км² — водойми.

## Демографія
Згідно з переписом 2010 року, у переписній місцевості мешкало 4100 осіб у 1495 домогосподарствах у складі 1145 родин. Густота населення становила 363 особи/км².  Було 1551 помешкання (137/км²).
Расовий склад населення:
| - 92,1 % — білих - 2,7 % — чорних або афроамериканців - 1,7 % — азіатів - 0,3 % — корінних американців - 1,0 % — осіб інших рас |

До двох чи більше рас належало 2,2 %. Частка іспаномовних становила 1,5 % від усіх жителів.
За віковим діапазоном населення розподілялося таким чином: 24,0 % — особи молодші 18 років, 63,8 % — особи у віці 18—64 років, 12,2 % — особи у віці 65 років та старші. Медіана віку мешканця становила 40,1 року. На 100 осіб жіночої статі у переписній місцевості припадало 98,3 чоловіків;  на 100 жінок у віці від 18 років та старших — 92,9 чоловіків також старших 18 років.
Середній дохід на одне домашнє господарство  становив 87 250 доларів США (медіана — 81 912), а середній дохід на одну сім'ю — 91 141 долар (медіана — 83 750). За межею бідності перебувало 12,2 % осіб, у тому числі 21,0 % дітей у віці до 18 років та 2,8 % осіб у віці 65 років та старших.
Цивільне працевлаштоване населення становило 2280 осіб. Основні галузі зайнятості: освіта, охорона здоров'я та соціальна допомога — 21,0 %, виробництво — 18,0 %, мистецтво, розваги та відпочинок — 11,7 %, науковці, спеціалісти, менеджери — 10,8 %.